# 마전향교
마전향교는 경기도 연천군 미산면 마전리 130에 있던 향교이다. 마전군의 이름을 따왔다. 한국 전쟁으로 소실되었다.